# G. G. Jackson
Gregory “G. G.” Jackson II (Columbia, Carolina del Sur; 17 de diciembre de 2004) es un baloncestista estadounidense que pertenece a la plantilla de los Memphis Grizzlies de la NBA. Con 2,06 metros de estatura, juega en la posición de ala-pívot.

## Trayectoria deportiva

### Universidad
Jugó una temporada con los Gamecocks de la Universidad de Carolina del Sur, en la que promedió 15,4 puntos y 5,9 rebotes por partido. Al término de la temporada fue incluido en el mejor quinteto freshman de la Southeastern Conference.
El 24 de marzo de 2023 anunció que renunciaría al resto de su elegibilidad universitaria e ingresaría en el draft de la NBA.

#### Estadísticas
| Año     | Equipo         | PJ | PT | MPP  | %TC  | %3P  | %TL  | RPP | APP | ROB | TPP | PPP  |
| ------- | -------------- | -- | -- | ---- | ---- | ---- | ---- | --- | --- | --- | --- | ---- |
| 2022–23 | South Carolina | 32 | 29 | 31.9 | .384 | .324 | .677 | 5.9 | .8  | .8  | .8  | 15.4 |

### Profesional
Fue elegido en la cuadragésimo quinta posición del Draft de la NBA de 2023 por los Memphis Grizzlies,. El 31 de agosto de 2023, firmó un contrato dual con los Grizzlies, dividiendo el tiempo con su filial de la NBA G League, los Memphis Hustle.
Debutó en la NBA el 30 de octubre de 2023 ante Dallas Mavericks, pero no anotó hasta su cuarto encuentro, el 18 de diciembre ante Oklahoma City Thunder, consiguiendo 8 puntos. El 4 de febrero de 2024 ante Boston Celtics fue titular por primera vez, anotando 18 puntos. El 8 de febrero consiguió 27 puntos ante Chicago Bulls, y ese mismo día acuerda una extensión de contrato con los Grizzlies por 4 años. El 14 de abril consigue su mejor marca con un doble-doble de 44 puntos y 12 rebotes ante Denver Nuggets, convirtiéndose en el jugador más joven en la historia de la NBA en registrar 40 puntos y 10 rebotes en un partido. Sus 44 puntos también establecieron el récord de la mayor cantidad de puntos de un novato en la historia de la franquicia de los Grizzlies.

### Selección nacional
Fue integrante de la selección júnior estadounidense que ganó el oro en el FIBA Américas Sub-18 de 2022 en México.

## Estadísticas de su carrera en la NBA

### Temporada regular
| Año     | Equipo  | PJ | PT | MPP  | %TC  | %3P  | %TL  | RPP | APP | ROB | TPP | PPP  |
| ------- | ------- | -- | -- | ---- | ---- | ---- | ---- | --- | --- | --- | --- | ---- |
| 2023-24 | Memphis | 48 | 18 | 25.7 | .428 | .357 | .752 | 4.1 | 1.2 | .6  | .5  | 14.6 |
| 2024-25 | Memphis | 29 | 3  | 15.8 | .372 | .337 | .725 | 3.2 | 1.0 | .4  | .2  | 7.2  |
| Total   | Total   | 77 | 21 | 22.0 | .413 | .352 | .746 | 3.7 | 1.1 | .5  | .4  | 11.8 |